# Martín Di Nenno
Martín Di Nenno (* 18. März 1997 in Ezeiza) ist ein argentinischer Padelspieler. Ende 2023 belegte er den dritten Platz in der Rangliste der World Padel Tour und spielte auf der rechten Seite neben Franco Stupaczuk. Die beiden bildeten Ende 2023 das zweitbeste Paar der Welt und sind weltweit als „Los Superpibes“ (spanisch Die Superkids) bekannt, seit sie begannen, in Argentinien auf Jugendebene hervorzustechen.
Martín Di Nenno ist bekannt für seine Spielintelligenz, seine Fähigkeit das Spiel zu lesen und seine großartigen Defensivfähigkeiten, Eigenschaften, die ihn zu einem der besten Rechtsaußen der Welt gemacht haben.

## Sportliche Laufbahn
Martín Di Nenno wurde in der Padel-Welt durch seine starken Leistungen an der Seite von Franco Stupaczuk bekannt, mit dem er begann, in der Rangliste aufzusteigen, zunächst im argentinischen Padel-Zirkel und dann in der Weltrangliste. 
Im Januar 2016, als er 19 Jahre alt und einer der vielversprechendsten Padelspieler war, erlitt er mit zwei seiner besten Freunde, Hernán Rodríguez und dem jungen vielversprechenden argentinischen Padelspieler Elías Estrella, einen schweren Verkehrsunfall, bei dem beide Freunde tödlich verunglückten. Er selbst kam schwer verletzt mit multiplen Frakturen ins Krankenhaus. Nach zehn Tagen auf der Intensivstation und 15 Monaten Rehabilitation gelang ihm eine Rückkehr in den Spitzensport.
Martín Di Nenno wechselte im Laufe seiner Karriere sehr oft den Spielpartner. Es folgten viele Turniere, in denen er sich mit den besten Padelspielern messen musste. Zu guter Letzt spielte er 2021 mit Francisco Navarro, die im Viertelfinale, Halbfinale und Finale regelmäßig die drei formstärksten Paare der Tour schlugen. Sie verloren in diesen drei Matches nur sechs Spiele. Sie gewannen zunächst im Viertelfinale gegen Franco Stupaczuk und Pablo Lima, danach im Halbfinale gegen Sanyo Gutiérrez und Agustín Tapia und schlugen schließlich Fernando Belasteguín und Arturo Coello (die 13 Spiele in Folge gewonnen hatten).
Für die Saison 2023 gewannen die Jugendfreunde Martín Di Nenno und Franco Stupaczuk ein Premier-Padel-Turnier und sechs World-Padel-Tour-Turniere und beendeten die Saison als zweitbestes Paar der Welt. Im Juli 2024 trennte sich das Paar, worauf Martín Di Nenno die Saison mit Juan Lebrón beendete. Er spielt 2025 erneut mit Javier Garrido. Am 9. April 2025 gab er jedoch bekannt, dass er die weitere Saison mit Juan Tello bestreiten würde.

## Siege

### Weltmeister im Padel
| Nr. | Jahr | Gastgeber | Gegner    | Ergebnis |
| --- | ---- | --------- | --------- | -------- |
| 1.  | 2012 | Cancún    | Brasilien | 2:1      |
| 2.  | 2022 | Dubai     | Spanien   | 2:1      |
| 3.  | 2024 | Doha      | Spanien   | 2:1      |

### Siege beim Premier Padel
| Nr. | Jahr | Turnier       | Kategorie | Partner           | Gegner                               | Ergebnis |
| --- | ---- | ------------- | --------- | ----------------- | ------------------------------------ | -------- |
| 1.  | 2022 | Doha          | Major     | Francisco Navarro | Juan Lebrón Alejandro Galán          | 6:3, 7:6 |
| 2.  | 2023 | Doha          | Major     | Franco Stupaczuk  | Sanyo Gutiérrez Fernando Belasteguín | 6:2, 7:6 |
| 3.  | 2024 | Nokia (Stadt) | P2        | Juan Lebrón       | Jorge Nieto Jon Sanz                 | 7:5, 6:3 |